# ماريو فوتشكوفيتش
ماريو فوتشكوفيتش (مواليد 16 نوفمبر 2001) هو لاعب كرة قدم كرواتي يلعب في مركز المدافع في نادي هامبورغ.

## روابط خارجية
- ماريو فوتشكوفيتش على موقع الاتحاد الأوربي (الإنجليزية)
- ماريو فوتشكوفيتش على موقع اتحاد كرواتيا (الكرواتية)
- ماريو فوتشكوفيتش على موقع قاعدة بيانات كرة القدم.إي يو (الإنجليزية)
- ماريو فوتشكوفيتش على موقع Soccerway.com (الإنجليزية)
- ماريو فوتشكوفيتش على موقع عالم كرة القدم.نت (الإنجليزية)